# Krize na Haiti (2018–nyní)
Krize na Haiti vypukla 7. července 2018 sérií demonstrací proti zvýšení ceny benzínu a nafty. Postupem času protestující začali požadovat demisi prezidenta Jovenela Moïseho. Do čela protestů se postavil opoziční politik Jean-Charles Moïse (bez příbuzenského vztahu). Demonstranti brzy poté zformulovali požadavky na sestavení prozatímní vlády, posílení programů sociální péče a spravedlivé prošetření případů korupce ve státní sféře. Protesty proti prezidentovi Moïsemu pokračovaly až do roku 2021. Jovenel Moïse byl prezidentem zvolen již v prvním kole prezidentských voleb v roce 2016 poté, co byly prezidentské volby z roku 2015 anulovány pro podvod. Nicméně prezidentských voleb v roce 2016 se účastnilo jen 18 % voličů. Jean-Charles Moïse, který ve volbách také kandidoval, se umístil na třetím místě s 11 % hlasů. Dne 7. února 2021 se protestující údajně měli účastnit pokusu o státní převrat, který byl zmařen a vedl k uvěznění desítek lidí.
Dne 7. července 2021 byl na Jovenela Moïseho spáchán úspěšný atentát, který údajně spáchala skupina 28 zahraničních žoldáků. Tři z nich byli zabiti a dvacet zatčeno. Ostatním se podařilo uniknout. Po smrti Moïseho se hlavou státu de facto stal premiér Ariel Henry.
V září 2022 se rozhořelo nové kolo protestů, tentokrát je vyvolala globální krize cen energií. Dalším faktorem bylo utvoření spojenectví gangů proti vládě, kterým se například podařilo ovládnout největší sklad paliv v zemi. Kvůli špatným podmínkám po již několikátém zemětřesení a pokračujícímu propadu životních podmínek na ostrově navíc vypukla epidemie cholery a obyvatelé zažívali akutní hlad. Rada bezpečnosti OSN současně schválila sankce na Jimmyho Chériziera, který je vůdcem jednoho z vlivných gangů. V roce 2022 Kanada uvalila sankce na tři bohaté podnikatele, kterými byli Gilbert Bigio, Reynold Deeb a Sherif Abdallah, kteří se měli podílet na masivním a systematickém porušování lidských práv na Haiti. Sankce Kanada uvalila i na vybrané politiky Haiti (např. bývalý prezident Michel Martelly nebo bývalý premiér Laurent Lamothe). Podle zprávy OSN z října 2023 měli nejméně Martelly a Deeb také vazby na gangy.
V březnu 2024 premiér Ariel Henry vycestoval z Haiti s cílem zajistit si podporu mezinárodní pomoci, zejména Keni, při potírání gangů. Při návratu mu ale nebylo dovoleno přistát na Haiti. Krize vedla k mimořádnému jednání Karibského společenství. Henry následně pod tlakem protestujících, gangů a mezinárodního společenství podal demisi s tím, že se v zemi následně chopila moci prozatímní vláda. Prezidentskou úlohu po něm v dubnu 2024 převzal Edgard Leblanc Fils, předseda Přechodné prezidentské rady.

## Pozadí
Haitský Senát v listopadu 2017 zveřejnil zprávu poukazující na rozsáhlou korupci vlád z let 2008 až 2016 (prezidenti René Préval a Michel Martelly), a to zejména při nakládání s půjčkami z Venezuely přes program Petrocaribe.
V únoru 2021 protesty nabraly na síle, jelikož opozice tvrdila, že funkční období prezidenta Jovenela Moïseho skončilo právě v únoru 2021. On sám ovšem uvedl, že dle ústavy Haiti je prezident volen na pět let a tak má vládnout ještě jeden rok. Spor vznikl faktem, že pravidelné volby z roku 2015 byly anulovány kvůli podvodům a Moïse byl zvolen v opakovaných volbách v roce 2016, přičemž do úřadu nastoupil v únoru 2017. Další rozbuškou byl Moïseho návrh ústavního referenda, kterým by došlo ke zrušení Senátu, přesunu k prezidentskému systému a povolení dvou po sobě jdoucích funkčních období pro prezidenta. Referendum bylo několikrát odloženo.
Od roku 2017 do roku 2021, kdy haitské politické vedení uvázlo na mrtvém bodě, byla veřejná správa prakticky nefunkční kvůli nedostatku financí a soudní systém se ocitl v troskách, gangy se zmocnily politické moci prostřednictvím spolupracujících politiků a ekonomické kontroly prostřednictvím financování ze strany podnikatelské elity, vybíráním výpalného, únosy a vraždami.

## Průběh

### 2018
V březnu 2018 Venezuela stopla dodávky ropy na Haiti, což vedlo k zásadním výpadkům dodávek. Vláda Haiti v reakci zrušila dotování paliv a v červenci 2018 ceny petroleje stouply o padesát procent, obdobně i ostatní paliva. Nárůst cen vedl k protestům. Americké aerolinky například kvůli demonstracím zrušily všechny lety na Haiti. V důsledku protestů vláda odvolala zavedení nových daní a premiér Jack Guy Lafontant podal demisi.
V srpnu 2018 zasáhlo Haiti zemětřesení, které si vyžádalo 17 životů a poškodilo tisíce budov.
Na podzim 2018 proběhla další vlna protestů z důvodu nového rozdmýchání kauzy kolem zneužívání financí z programu Petrocaribe. Týdenní protesty vedly k deseti obětem.

### 2019

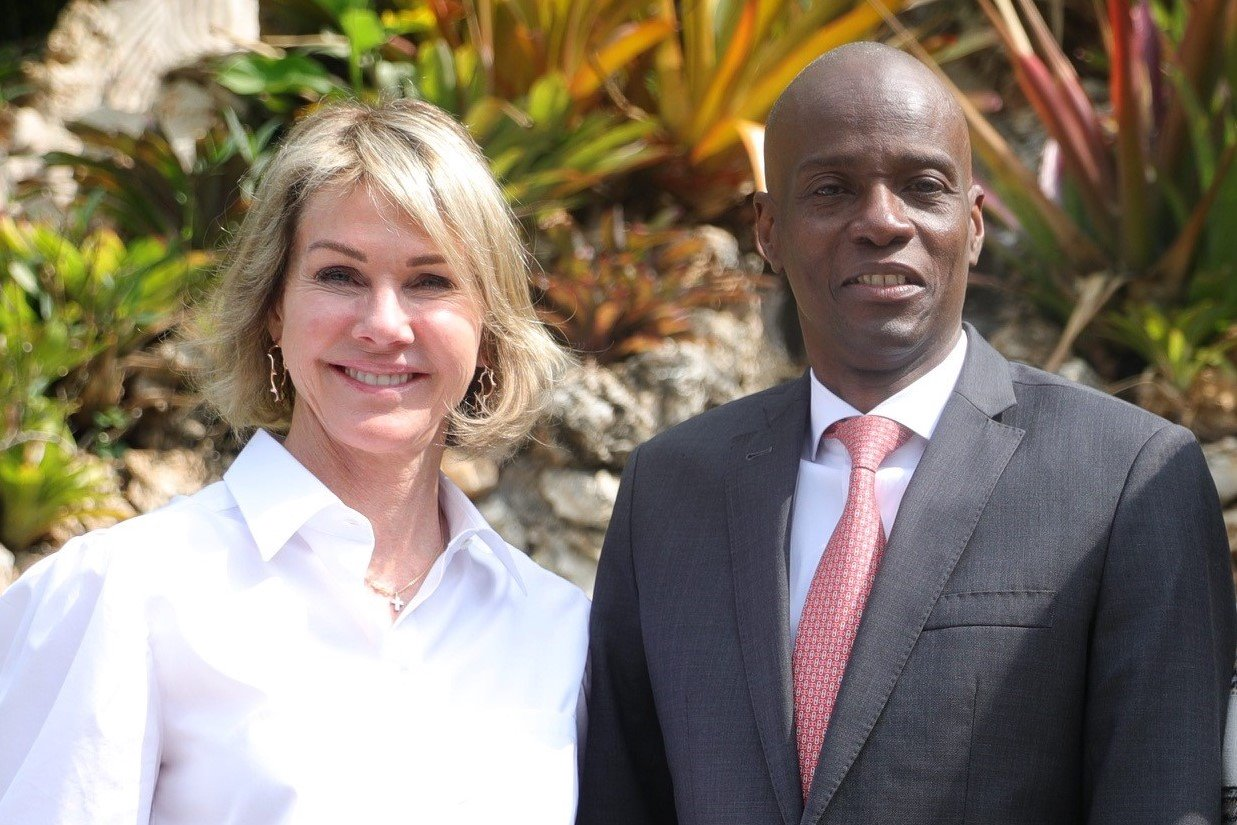
Americká velvyslankyně při OSN Kelly Craft a prezident Jovenel Moïse se setkali v listopadu 2019 k jednání o způsobech, jak realizovat konsensuální řešení politické krize na Haiti.

Další protesty vypukly v únoru 2019 po zveřejnění zprávy z vyšetřování kauzy zneužívání financí z programu Petrocaribe. Dalším podnětem byla zhoršující se ekonomická situace obyvatel a propad jejich životní úrovně. Demonstranti během protestů ničili luxusní vozy bohatých Haiťanů. Protestující se také shromáždili před domem prezidenta, na který házeli kameny. Zde se také střetli s policií. Demonstranti v následujících dnech zapálili jeden obchodní dům a řadu dalších vyrabovali. Také se podíleli na útoku na věznici u města Aquin, při kterém byli osvobozeni vězni.
V březnu byl odvolán premiér Jean-Henry Céant, kterého nahradil Jean-Michel Lapin. V důsledku probíhající parlamentní krize byl Haiti pozastaven tok mezinárodní peněžní pomoci.
Během říjnových protestů v Port-au-Prince se tamní starosta přidal na stranu protestujících a požadoval demisi prezidenta. V téže době se politická opozice obrátila na generálního tajemníka OSN ohledně jednání prezidenta Jovenela Moïseho. V říjnu 2019 byl také nalezen mrtvý Néhémie Joseph, novinář, který byl kritický vůči tehdejší vládě. Energetická krize, zablokování silnic a rozsáhlé nepokoje vedly k masivnímu poklesu cestovního ruchu, což například způsobilo uzavření hotelů v Petion-ville a v Cap-Haïtien. V říjnu také demonstrovali policisté kvůli nízkým platům a chybějícímu zdravotnímu pojištění.
V roce 2019 se měly konat parlamentní volby, ale kvůli krizi se nekonaly.
V listopadu 2019, po dvou a půl měsících, kdy byly školy, soudy a podniky uzavřeny, veřejné služby a ekonomická výroba z velké části zkolabovala. Školy začaly být znovu postupně otevírány v prosinci, nicméně v situaci, kdy byly ulice stále nebezpečné. Situací v zemi se zabývaly Spojené státy americké. Do země přicestovala diplomatka Kelly Craft a po ní také diplomat David Hale.
Prezident Jovenel Moïse současně vyzval opozici k jednání pro vyřešení krize. Část opozice ale jednání s Moïsem vyloučila. Do čela opozice se v této době postavil politik Jean-Charles Moïse, který požadoval demisi Jovenela Moïseho a vytvoření přechodné prozatímní vlády. Současně vyhrožoval svoláním celonárodní generální stávky.

### 2020
Na podzim 2020 vyšli Haiťané do ulic kvůli kritice schopností vlády zvládnout pandemii covidu-19. Během ní rozhodoval Jovenel Moïse vydáváním dekretů. Mnoho Haiťanů přišlo kvůli lockdownu o zaměstnání, což ještě více zhoršilo jejich životní úroveň.
Opakovaly se také protesty policistů, kteří žádali vyšší platy. Dokonce došlo při těchto protestech ke střetům s vojáky, kteří střežili vládní budovy. Nicméně OSN v téže době vydalo zprávu, ve které uvedlo, že haitská policie je zkorumpovaná a neplní správně svůj účel.

### 2021
V lednu 2021 se konala řada masových demonstrací ve městech Port-au-Prince, Cap-Haïtien, Jacmel, Saint-Marc a Gonaïves. Šlo převážně o poklidné protesty. Dne 28. ledna vedli novináři, opoziční politici, někteří policisté, bývalí policisté a někteří soudci protesty proti porušování lidských práv a policejní brutalitě, násilí a represím vůči demonstrantům.
Dne 7. února 2021 se stoupenci opozice proti úřadujícímu prezidentovi Moïseovi údajně pokusili o státní převrat a tvrdili, že měl odstoupit pět let po skončení administrativy Michela Martellyho dne 7. února 2016, a to navzdory ročnímu zpoždění, než byl zvolen a složil přísahu v roce 2017. Moïse uvedl, že se stal terčem pokusu o atentát, a nařídil zatčení 23 lidí, včetně tří soudců Nejvyššího soudu.
Dne 25. února bylo nejméně 25 osob zabito a mnoho zraněno během útěku z vězení v civilní věznici Croix-des-Bouquets, během níž utekl vůdce gangu Arnel Joseph. Ten byl později nalezen zavražděný.
Tisíce Haiťanů, včetně lékařů a právníků, pokojně demonstrovaly ve dnech 7. a 9. března v Port-au-Prince pod heslem #FreeOurCountry a vyzývaly prezidenta Moïseho a premiéra Josepha Joutheho k rezignaci a tvrdému zásahu proti únoscům. Koncem března se protesty zaměřily na nepopulární referendum o změně ústavy plánované na 27. června před parlamentními, místními a prezidentskými volbami plánovanými na podzim.
Dne 7. července 2021 se odehrál úspěšný atentát na prezidenta Moïseho. Zavražděn byl údajně skupinou 28 zahraničních žoldáků. Později toho dne zabila USGPN (L'Unité de Sécurité Générale du Palais National, neboli Jednotka obecné bezpečnosti Národního paláce) tři z podezřelých vrahů a zatkla 20 dalších. Dne 20. července se funkce předsedy vlády ujal Ariel Henry. V září 2021 Henry propustil prokurátora, který ho měl v úmyslu vyslechnout ohledně záznamu telefonních hovorů, které Henry popíral. V hodinách po atentátu na Moïseho měl přijmout telefonáty od Josepha Felixe Badia, který byl do atentátu zapleten.
V srpnu 2021 zasáhlo Haiti silné zemětřesení. To si vyžádalo přes dva tisíce obětí a dvanáct tisíc zraněných. Zemětřesení zničilo nebo poškodilo přes sto tisíc budov.

### 2022

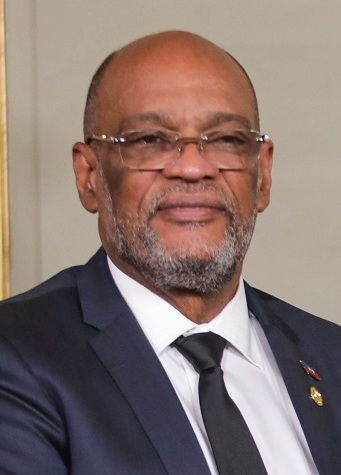
Ariel Henry, bývalý premiér Haiti, v roce 2023

V lednu 2022 byl bývalý premiér Fritz Jean zvolen prezidentem prozatímní vlády, která měla vládnout dva roky do řádných voleb. Premiérem měl být Steven Benoît. Ariel Henry měl odstoupit k únoru 2022, ale toto odmítl a prohlásil, že zemi dovede k volbám on sám.
V dubnu 2022 vypukly vražedné boje mezi velkými rivalskými gangy 400 Mawozo a Chen Mecha. V červenci se válka gangů rozšířila také do hlavního města Port-au-Prince, kde následně zemřelo kolem devadesáti lidí. V ulicích se rozpoutalo ničivé násilí a to včetně vražd, únosů, vybírání výpalného a znásilňování. USA uvalily sankce na Johnsona Andrého, vůdce gangu 5 Segond, který byl podle nich zodpovědný za více než 1000 znásilnění. Na Haiti je navíc zákonem zakázáno provádění interrupcí, a to v situaci, kdy mají jednu z nejvyšších mír úmrtnosti při porodu.
V září 2022 vláda zrušila dotace na paliva a tím jejich ceny přes noc vystřelily na dvojnásobek. Jimmy (Barbecue) Chérizier, vůdce gangu G9 Family a aliance gangů Spojenci, zorganizoval blokádu a ovládnutí největšího skladu paliva v zemi.

### 2023

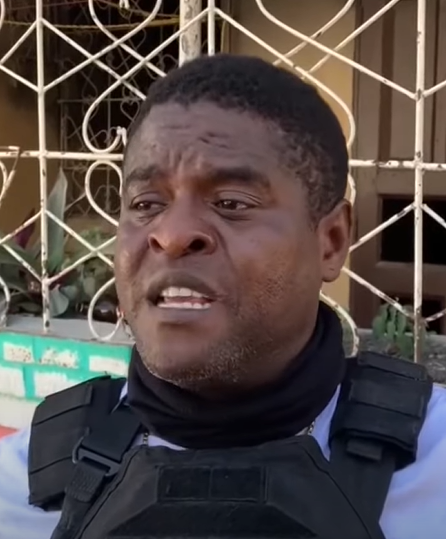
Jimmy "Barbecue" Chérizier, vůdce gangu G9, v roce 2024

V roce 2023 se krize na Haiti dále prohlubovala. Svůj úřad opustili poslední demokraticky zvolení politici a nechali tak zemi prakticky bez vlády. Střety s gangy vedly ke smrti řady policistů. Podle výzvědných služeb se do situace na Haiti snažila vložit také ruská Wagnerova skupina.
Do března si válka gangů vyžádala přes 200 životů. Počet únosů meziročně vzrostl o 72 %. Majetní obyvatelé Haiti se stali terčem únosů. Pokud se únoscům nepodařilo získat výkupné, své oběti zabili. Nastal také hromadný úprk majetných, ale i dalších obyvatel ze země.
V roce 2023 se také začaly formovat domobrany, které zaživa upalovaly všechny osoby spojené s gangy.
V červenci 2023 USA nařídily všem svým občanům pobývajícím na Haiti, aby zemi okamžitě opustili. Na konci července 2023 Keňa souhlasila, že povede mezinárodní mírovou misi.
V září 2023 rivalské gangy G-Pèp a G9 se dohodli na smíru a vytvoření spojenectví. Ovšem brzy poté došlo k novým střetům a koalice se rozpadla. V téže době bylo podle mezinárodních odhadů již 80 % hlavního města Haiti pod kontrolou gangů. Keňa pod patronátem OSN nabídla vojenskou intervenci, ale vedení Haiti ji odmítlo. V říjnu 2023 přesto Rada bezpečnosti OSN vydala rezoluci schvalující mezinárodní podpůrnou misi. Nicméně i v samotné Keni vedl záměr vedení intervenční mise ke kritice. V důsledku byl ministr zahraničních věcí Alfred Mutua nahrazen Musaliou Mudavadim.

### 2024

Střety mezi gangy 2023-2024. Šedě jsou oblasti činnosti gangů.

Zpráva OSN vydaná 15. ledna 2024 uváděla, že v předchozím roce došlo na Haiti k 2 490 únosům a 4 789 hlášeným vraždám. Dne 1. února se Joly Germine, vůdce gangu 400 Mawozo, přiznal u federálního soudu v USA k pašování zbraní.
Nárůst násilí gangů si v prvním čtvrtletí roku vyžádal značné oběti na životech, 1 554 mrtvých a 826 zraněných. Gangy používaly sexuální násilí jako prostředek kontroly a trestu, přičemž zprávy o znásilňování žen uváděly, že se děly během invazí gangů do čtvrtí, často poté, co byly svědky vraždy svých partnerů. Gangy jsou také známé tím, že nutí ženy do vykořisťovatelských vztahů a využívají znásilňování rukojmích k vymáhání výkupného od rodin. Jsou také známí náborem dětí.
Počínaje lednem 2024, po deportaci po propuštění z americké věznice, bývalý senátor Guy Philippe, s podporou ozbrojené milice, která zběhla — Brigade de sécurité des aires protégées (BSAP) — vedl protesty požadující rezignaci Ariela Henryho.
Dne 26. ledna zastavil soudce keňského Nejvyššího soudu návrh na rozmisťování policistů na Haiti s odůvodněním, že Národní bezpečnostní rada postrádá zákonnou pravomoc vysílat policisty do zahraničí. Vláda uvedla, že se proti rozsudku odvolá a nabídla, že dřívější rozhodnutí Nejvyššího soudu obejde.
Na konci února se v zemi rozpoutalo další násilí, během kterého gangy dobyly letiště, obchodní centra a několik policejních stanic. To vedlo k závažné domněnce, že gangy utvořily alianci ke svržení vlády. Jimmy Chérizier uvedl, že akcí chtěl zabránit v návratu Ariela Henryho, poté co vycestoval, aby projednal mezinárodní pomoc zemi. Gangy také během jeho nepřítomnosti zaútočili na dvě věznice a osvobodily 4 700 vězňů. Více než 160 000 lidí bylo vysídleno v metropolitní oblasti hlavního města, fakticky v obležení ozbrojenými skupinami. Rabování v hlavním přístavu ohrozilo 300 kontejnerů naplněných záchrannými prostředky. Ariel Henry se nakonec skutečně do země vrátit nemohl. V reakci USA i EU odvolala své diplomaty z Haiti. Po útěku vězňů byl vyhlášen několikadenní stav ohrožení se zákazem nočního vycházení. USA se následně zavázaly poskytnou haitskému státu a státní policii finanční a humanitární pomoc.
Ariel Henry následně prohlásil, že rezignuje. Ke konci dubna 2024 se moci chopila přechodná prezidentská rada. Rada na začátku června 2024 jmenovala prozatímního premiéra, kterým se stal Garry Conille, který byl premiérem již v letech 2011 a 2012. Ten následně vytvořil novou vládu.
Koncem června na Haiti dorazil první kontingent policie z Keni, jehož působení na Haiti bylo schváleno OSN a finančně podpořeno USA, Francií a Kanadou. Následovat mají policejní jednotky z Baham, Bangladéše, Barbadosu, Beninu, Čadu a Jamajky.
V září 2024 doplnily policisty z Keni dva tucty jamajských policistů. Ostatní státy zapojené v misi stále nevyslaly žádné jednotky. V říjnu Keňa slíbila vyslat v listopadu dalších 600 policistů. Nicméně toto nebylo dodrženo kvůli problémům s logistikou a financováním. Na působení policistů na Haiti bylo v OSN vyčleněno 85 milionů dolarů, přičemž Keňa obdržela 65 milionů dolarů. Následně žádala o navýšení příspěvku. Desítky keňských policistů zapojených v misi rezignovaly kvůli problémům s vyplácením platů.
V září haitská vláda rozšířila platnost výjimečného stavu na celé území země.
V prosinci 2024 členové gangu pod vedením Monela Felixe na předměstí Cité Soleil města Port-au-Prince zabili nejméně 184 lidí. Trestnou výpravu vyvolala nemoc Felixova dítěte. Šéf gangu údajně záležitost konzultoval s knězem náboženství vúdú, který označil za příčinu onemocnění uřknutí ze strany starších lidí, což vyvolalo násilnou reakci zločineckého šéfa. Všem obětem bylo podle Reuters nejméně šedesát let.
Podle OSN si válka zločineckých skupin vyžádala v roce 2024 téměř čtyři tisíce mrtvých.
Sousední Dominikánská republika deportovala během roku 2024 kolem 70 tisíc haitských občanů zpět do Haiti. Ke konci roku navíc podle dominikánských úřadů byl plán týdně deportovat na 10 tisíc přistěhovalců. Podle dostupných údajů emigrovaly do Domikánské republiky stovky tisíc Haiťanů.